# ملكة جمال العالم 1963
ملكة جمال العالم 1963 هي نسخة مسابقة ملكة جمال العالم الثالثة عشرة في تاريخ مسابقة ملكة جمال العالم منذ انطلاقتها عام 1951، عقدت مسابقة في 7 نوفمبر 1963 في مسرح لايسيوم في لندن ، المملكة المتحدة. في نهاية الحدث توجت كارول كراوفورد من جامايكا. تم تتويجها من قبل ملكة جمال العالم 1962 ، كاثرينا لودرز من هولندا.

## النتائج

### المراكز النهائية
| النتائج النهائية      | المتنافسة |
| --------------------- | --- |
| ملكة جمال العالم 1963 | - جامايكا - كارول كراوفورد |
| الوصيفة الأولى        | - نيوزيلندا - الين ميسكال |
| الوصيفة الثانية       | - فنلندا - مارجا ليزا ستولبرغ |
| الوصيفة الثالثة       | - الدنمارك - اينو كوروا |
| الوصيفة الرابعة       | - السويد - جريت كفيبرغ |
| أفضل 7                | - فرنسا - موغويت فابريس - المملكة المتحدة - ديانا ويستبري |

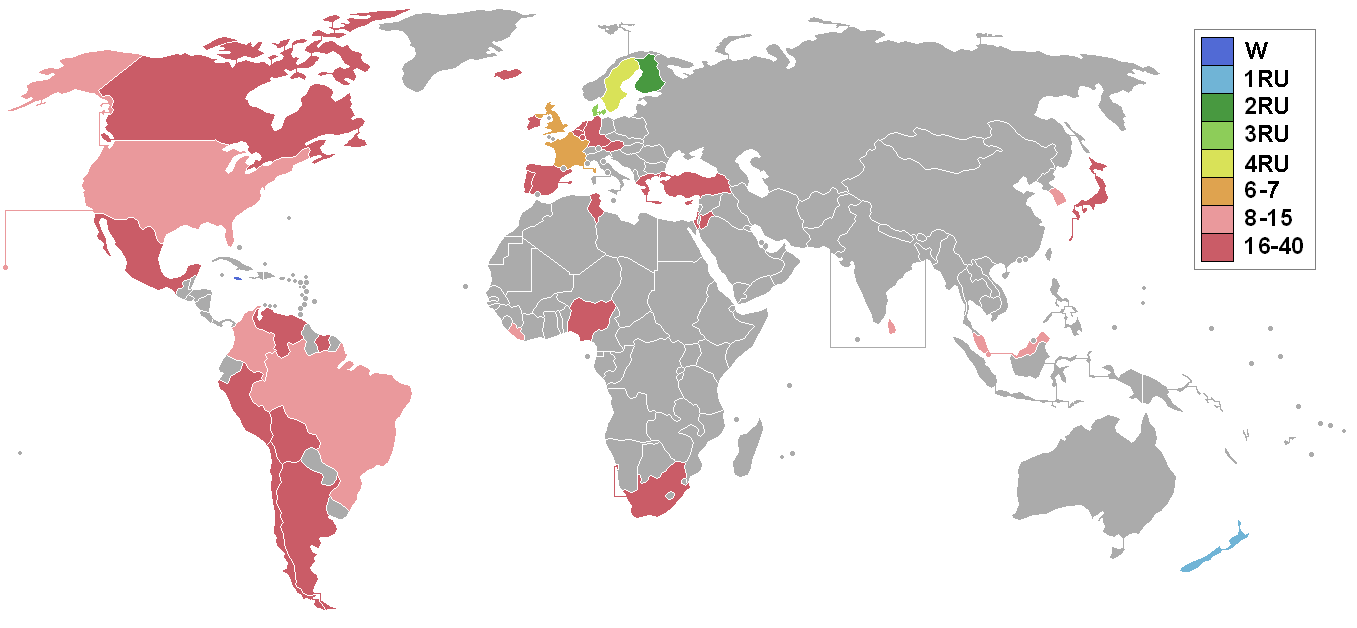
البلدان والأقاليم التي أرسلت المندوبين والنتائج

| أفضل 14               | - البرازيل - فيرا لوسيا فيريرا مايا - سيلان - جنيفر آن فونسيكا - كولومبيا - ماريا يوجينيا كوكالون فينيجاس - كوريا - تشوي كيوم شيل - ليبيريا - اثيل زوي نورمان - ماليزيا - كاترين لوه - الولايات المتحدة - ميشيل ماترينكو |

## المتسابقات
- الأرجنتين - ديانا سارتي
- النمسا - سونيا روس
- بلجيكا - إيرين جودين
- بوليفيا - روزاريو لوبيرا
- البرازيل - فيرا لوسيا فيريرا مايا
- كندا - جين كميتا
- سيلان - جنيفر آن فونسيكا
- تشيلي - ماريا ديل بيلار أغيري
- كولومبيا - ماريا يوجينيا كوكالون فينيجاس
- قبرص - مارو زورنا
- الدنمارك - اينو كوروا
- فنلندا - مارجا ليزا ستولبرغ
- فرنسا - موغويت فابريس
- ألمانيا - سوزي جرونر
- اليونان - أثناسيا (سولا) إدرومينو
- هولندا - هاني إيجبرانتس
- أيسلندا - ماريا راجنارسدوتير
- إيرلندا - جوان باور
- إسرائيل - سارة تلمي
- جامايكا - كارول كراوفورد
- اليابان - مياكو هارادا
- الأردن - ديسبو دراكولاكيس
- كوريا - تشوي كيوم شيل
- ليبيريا - اثيل زوي نورمان
- لوكسمبورغ - كاثرين بولوس
- ماليزيا - كاترين لوه
- المكسيك - بياتريس مارتينيز سولورزانو
- نيوزيلندا - الين ميسكال
- نيجيريا - جينا أونيجياكا
- بيرو - لوسيا بوناني
- البرتغال - ماريا بينيدو
- جنوب أفريقيا - لويز كروز
- إسبانيا - إنكارناسيون زالاباردو
- سورينام - فيرجينيا بلانش هاردجو
- السويد - جريت كفيبرغ
- تونس - كلودين يونس
- تركيا - جولسيرين كوكامان
- المملكة المتحدة - ديانا ويستبري[2]
- الولايات المتحدة - ميشيل ماترينكو
- فنزويلا - ميلاغروس غالينديز

## الروابط الخارجية
- موقع ملكة جمال العالم الرسمي